# Municipio de Pljevlja
El Municipio de Pljevlja (en serbio: Општина Пљевља) es uno de los veintitrés municipios en los que se encuentra dividida la República de Montenegro. Su capital y ciudad más poblada e importante es la localidad de Pljevlja.

## Geografía
El municipio se encuentra localizado en la zona noroeste de la República de Montenegro, en la región conocida como Sandžak, el municipio limita al norte con Serbia, al sur con el Municipio de Mojkovac y el Municipio de Žabljak, al este con el Municipio de Bijelo Polje y al oeste hace frontera con Bosnia Herzegovina.

## Demografía
Según el censo realizado en el año 2011 la población en el municipio asciende hasta los 30.786 habitantes de los que 19.060 residen en la localidad de Pljevlja por lo que se sitúa como la más poblada del municipio y la tercera localidad más poblada del país. La siguiente localidad en cuanto a población se refiere es Židovići que cuenta con 653 habitantes, cifra muy lejana a la de la capital.

## Localidades
Comprende las siguientes localidades (población en 2011):
- Alici - 107
- Beljkovici - 10
- Bjeloševina - 14
- Bobovo - 103
- Boljanici - 62
- Borišici - 34
- Borova - 69
- Borovica - 204
- Bošcinovici - 105
- Brda - 27
- Bujaci - 44
- Burici - 6
- Bušnje - 148
- Cardak - 30
- Cavanj - 14
- Cerjenci - 6
- Cerovci - 26
- Cestin - 43
- Crljenice - 310
- Crni Vrh - 72
- Crno Brdo - 18
- Crnobori - 33
- Donja Brvenica - 118
- Dragaši - 44
- Dubac - 25
- Dubocica - 11
- Dubrava - 39
- Ðuli - 7
- Ðurdevica Tara - 147
- Durutovici - 53
- Dužice - 7
- Geuši - 6
- Glibaci - 102
- Glisnica - 139
- Gornja Brvenica - 231
- Gornje Selo - 76
- Gotovuša - 147
- Gradac - 296
- Gradina - 50
- Grevo - 88
- Hocevina - 123
- Horevina - 11
- Jabuka - 30
- Jagodni Do - 6
- Jahovici - 9
- Jasen - 14
- Jugovo - 95
- Kakmuži - 146
- Kalušici - 256
- Katun - 165
- Kolijevka - despoblado
- Komine - 565
- Kordovina - 43
- Kosanica - 182
- Košare - 47
- Kotlajici - 18
- Kotline - 68
- Kotorac - 16
- Kovacevici - 27
- Kovaci - 20
- Kozica - 142
- Krcevina - 30
- Krupice - 50
- Kruševo - 42
- Kržava - 16
- Kukavica - 10
- Ladana - 54
- Leovo Brdo - 16
- Lever Tara - 56
- Lijeska - 91
- Ljuce - 144
- Ljutici - 113
- Lugovi - 6
- Male Krce - 78
- Maoce - 86
- Mataruge - 189
- Meljak - 22
- Metaljka - 35
- Mijakovici - 73
- Milakovici - 42
- Milunici - 98
- Mironici - 17
- Moraice - 46
- Mrcevo - despoblado
- Mrcici - 6
- Mrzovici - 93
- Nange - 52
- Obarde - 125
- Odžak - 60
- Ogradenica - 59
- Orlja - 80
- Otilovici - 245
- Pauce - 32
- Petine - 40
- Pižure - 18
- Plakala - despoblado
- Planjsko - 7
- Pliješ - 24
- Pliješevina - 48
- Pljevlja - 19 136 (la capital)
- Poblace - 70
- Podborova - 87
- Popov Do - 11
- Potkovac - 83
- Potkrajci - 102
- Potoci - 89
- Potpece - 113
- Potrlica - 22
- Pracica - 77
- Prehari - 8
- Premcani - 49
- Prisoji - 32
- Prošce - despoblado
- Pušanjski Do - 59
- Rabitlje - 99
- Radevici - 61
- Romac - 9
- Rudnica - 124
- Rujevica - 15
- Selac - 14
- Selišta - 17
- Sircici - 10
- Slatina - 107
- Šljivansko - 18
- Šljuke - 52
- Srecanje - 13
- Stancani - 27
- Strahov Do - 91
- Stranice - despoblado
- Šula - 340
- Šumani - 184
- Tatarovina - despoblado
- Trnovice - 55
- Tvrdakovici - 9
- Uremovici - 55
- Varine - 72
- Vaškovo - 40
- Velike Krce - 133
- Vidre - 182
- Vijenac - 246
- Vilici - 54
- Višnjica - 34
- Vodno - 27
- Vojtina - 64
- Vrba - 16
- Vrbica - 47
- Vrulja - 131
- Zabrde - 87
- Zaselje - 45
- Zbljevo - 209
- Zekavice - 88
- Zenica - 93
- Židovici - 694
- Zorlovici - 15